# Bielawa Centralna
Bielawa Centralna – przystanek kolejowy położony na terenie Bielawy przy ulicy Bohaterów Getta.

## Ruch pasażerski
| Rok  | Wymiana pasażerska na dobę |
| ---- | -------------------------- |
| 2017 | –                          |
| 2022 | 50-99                      |